# Малімб чубатий
Малі́мб чубатий (Malimbus malimbicus) — вид горобцеподібних птахів родини ткачикових (Ploceidae). Мешкає в Західній і Центральній Африці.

## Підвиди
Виділяють два підвиди:
- M. m. nigrifrons (Hartlaub, 1855) — від Сьєрра-Леоне до Нігерії;
- M. m. malimbicus (Daudin, 1802) — від Камеруну до Уганди, ДР Конго і північно-західної Анголи.

## Поширення і екологія
Чубаті малімби живуть у вологих рівнинних тропічних лісах, в заболочених і галерейних лісах та на плантаціях. Живляться переважно комахами та іншими безхребетними, а також плодами олійної пальми. Шукають їжу в середньому ярусі лісу, серед ліан. Зустрічаються парами або невеликими зграйками, іноді приєднуються до змішаних зграй птахів. Гнізда кулеподібні з коротким, широким трубкоподібним входом, направленим донизу. В кладці 2—3 білих або зеленуватих яйця, поцяткованих охристими, сірими та коричневими плямками.